# برگه ۶۷۰تی
برگه ۶۷۰ یا برگه ۶۷۰تی یک هواپیمای مسافربری دوموتوره با بدنه تماماً فلزی با هجده صندلی و ساخت کشور فرانسه بود. این هواپیما دارای ارابه فرود جمع شونده بود و در سال ۱۹۳۵ پرواز کرد. فقط یک فروند از این هواپیما ساخته شد.

## مشخصات فنی
داده‌ها از L'année aéronautique 1934-5
ویژگی‌های عمومی
- خدمه: دو
- ظرفیت: ۱۸ مسافر
- طول: ۱۸٫۷۴ متر (۶۱ فوت ۶ اینچ)
- پهنای بال: ۲۴٫۸۶ متر (۸۱ فوت ۷ اینچ)
- ارتفاع: ۷٫۲ متر (۲۳ فوت ۷ اینچ)
- مساحت بال‌ها: ۷۸٫۶ متر مربع (۸۴۶ فوت مربع)
- وزن خالی: ۵٬۰۵۹ کیلوگرم (۱۱٬۱۵۳ پوند)
- وزن ناخالص: ۹٬۰۰۹ کیلوگرم (۱۹٬۸۶۱ پوند)
- ظرفیت سوخت: ۱٬۱۰۰ کیلوگرم (۲٬۴۰۰ پوند) سوخت + روغن
- پیشرانه: ۲ عدد موتور ۱۴ سیلندر، سوپرشارژر شعاعی ۲ ردیف، geared down 3/2 Gnome-Rhône 14Krsd Mistral Major, ۶۱۵ کیلووات (۸۲۵ اسب بخار)  در هر موتور
- ملخ‌ها: سهملخه، قطر  ۳٫۱۰ متر (۱۰ فوت ۲ اینچ) گام متغییر[۲]

عملکرد
- حداکثر سرعت: ۳۴۰ کیلومتر بر ساعت (۲۱۰ مایل بر ساعت، ۱۸۰ گره) در ۲٬۰۰۰ متر (۶٬۶۰۰ فوت)
- سرعت کروز: ۳۰۰ کیلومتر بر ساعت (۱۹۰ مایل بر ساعت، ۱۶۰ گره) در ۶۰٪ توان
- بُرد: ۲٬۰۰۰ کیلومتر (۱٬۲۰۰ مایل، ۱٬۱۰۰ مایل دریایی) با محموله ۱٬۴۶۵ کیلوگرم (۳٬۲۳۰ پوند) [۳]
- حداکثر ارتفاع: ۶٬۰۰۰ متر (۲۰٬۰۰۰ فوت) [۴]
- سرعت فرود: ۱۰۵ کیلومتر بر ساعت (۶۵ مایل بر ساعت؛ ۵۷ گره)[۵]
- مسافت فرود: ۵۵۰ متر (۱٬۸۰۰ فوت)[۲]